# ملحاء عصوية
الملحاء العصوية أو هالوبكتريوم (الاسم العلمي:Halobacterium) هي جنس من العتائق يتبع فصيلة الملحائية العصوية من رتبة الملحائيات العصوية.

## أنواع
- ملحاء عصوية أليفة الملوحة (الاسم العلمي:Halobacterium halobium)
- ملحاء عصوية جلنتايوية (الاسم العلمي:Halobacterium jilantaiense)
- ملحاء عصوية نوريكمية (الاسم العلمي:Halobacterium noricense)
- ملحاء عصوية سمكية (الاسم العلمي:Halobacterium piscisalsi)
- ملحاء عصوية ملحية (الاسم العلمي:Halobacterium salinarum)
- ملحاء عصوية حمراء الجلد (الاسم العلمي:Halobacterium cutirubrum)